# Nuova Forza Democratica
Nuova Forza Democratica (in albanese: Forca e Re Demokratike, in montenegrino: Nova Demokratska Snaga) è un partito politico montenegrino, fondato nel 2005, che tutela gli interessi della minoranza albanese.

## Storia
In occasione delle presidenziali del 2008 il partito ha deciso di supportare Nebojša Medojević, candidato del Movimento per i Cambiamenti, che ha poi ottenuto il 16,6% dei consensi.
Alle elezioni del 2009 ha ottenuto l'1,9% dei voti, conquistando quindi 1 seggio all'Assemblea del Montenegro.
Alle successive elezioni del 2012 ha confermato il seggio, pur scendendo all'1,5% dei voti.